# Atzaura (vaixell)
L'atzaura (de l'àrab: zawraq) era un petit vaixell emprat durant l'edat mitjana.